# Spirographa fusisporella
Spirographa fusisporella är en svampart som tillhör divisionen sporsäcksvampar, och som först beskrevs av William Nylander och som fick sitt nu gällande namn av Alexander Zahlbruckner. 
Spirographa fusisporella ingår i släktet Spirographa, ordningen disksvampar, klassen Leotiomycetes, divisionen sporsäcksvampar och riket svampar. Arten är reproducerande i Sverige.